# Sulîmî, Șîșakî
Sulîmî (în ucraineană Сулими) este un sat în comuna Voskobiinîkî din raionul Șîșakî, regiunea Poltava, Ucraina.

## Demografie
Componența lingvistică a localității Sulîmî
     Ucraineană (92,98%)
     Rusă (3,51%)
Conform recensământului din 2001, majoritatea populației localității Sulîmî era vorbitoare de ucraineană (92,98%), existând în minoritate și vorbitori de rusă (3,51%) și armeană (3,51%).